# كارميانو
كارميانو (بالإيطالية: Carmiano)‏ هي بلدة وبلدية في مقاطعة ليتشي في إقليم بوليا في جنوب إيطاليا.

## السكان
في سنة 1861 بلغ عدد السكان 1٬987 نسمة، وتطور العدد ليصل في سنة 2011 لـ 12٬096 نسمة.
يظهر هذا المخطط البياني تطور النمو السكاني لـ كارميانو